# おおい町
おおい町（おおいちょう）は、福井県の南西部に位置する町。大飯郡に属する。

## 地理
福井県南西部の嶺南地域に位置する。特に若狭（若狭地方）の若西（じゃくせい）とよばれる地域に当たる。
町の行政区域のうち北部は若狭湾の支湾小浜湾に面している。大飯地区には陸繋島である大島半島の先端が含まれるが、青戸の大橋で町中心部と直接接続してするため、半島の付け根部分を有する高浜町を通らず往来できるようになっている。一方、中南部は頭巾山、八ヶ峰、三国岳など800m前後の山岳となっている。
町の新設時には名田庄地区と大飯地区の間は峠道で大型車の通行ができなかった。福井県道16号坂本高浜線の改良が進み、2025年3月にこの規制が解除となり直接の往来が可能となったが、これによっても大飯地区の町役場と旧名田庄村役場の距離は約27 kmであり、ほぼ同距離かつ起伏の少ない小浜市を経由するほうが利便性は高いといえる。
気候は日本海側気候であり、豪雪地帯となっている。北西の季節風の影響による多雪や日本海の低気圧通過時のフェーン現象など北陸地方に特有の気候をもつ一方、嶺北地方よりも緯度は低く山陰地方に似た気象が現れることもある。
- 山：頭巾山、八ヶ峰、三国岳（福井県・滋賀県・京都府）776m - 福井県おおい町・滋賀県高島市・京都府南丹市に跨る。
- 河川：佐分利川、南川
- 半島：大島半島
- 湾：小浜湾
- 入江：青戸入江
- 島：冠者島

### 隣接している自治体
- 福井県
  - 小浜市
  - 大飯郡高浜町
- 滋賀県
  - 高島市
- 京都府
  - 南丹市
  - 綾部市

## 歴史
- 名田庄地区には若狭と京都を結ぶルートの一つ周山街道が通り、かつては魚介類や塩がこの道を通り運ばれていた。室町中期から戦国期にかけて、将軍家の縁戚だった武田家の領国若狭には、飛鳥井家など、都から多くの公家が下向したことが知られるが、中でも、陰陽師の安倍晴明の直系子孫である土御門家は、応仁の乱を避け、京都からこの地に移り、乱が収まるまで数代にわたり居住した。京都と同名の社寺が残り、かつての屋敷跡一帯には、小京都の風情がある。このような正統な意味での小京都は、一条家の土佐中村や、高倉家の秋田角館など、全国でも例が非常にかぎられ、貴重な存在である。本家は秀吉や家康によって京都に呼び戻されたが、現代も若狭に残った庶子の子孫が陰陽道の流れを受け継いでいることで知られている。
- おおい町石山の石山武田氏遺跡は若狭武田氏終焉の地として有名である。元遠敷郡後瀬山城主で、最後の若狭武田氏当主となった武田元明は越前朝倉氏の滅亡後、織田信長より大飯郡石山に於いて3000石を与えられた。正室である竜子（のちの松丸殿）とともに石山において平穏に長らく暮らしたとされる。もともと石山は武田家の重臣武藤友益の居城があった場所であり武田家に縁の深い土地であった。しかし信長没後、明智光秀に同調した元明は武田家遺臣を糾合し、丹羽長秀の本城・近江佐和山城を攻めたため羽柴秀吉、丹羽長秀により自刃させられた。元明が没することにより若狭武田家は滅亡した。
- おおい町名田庄地区にある三重城（城跡）は足利将軍家の奉公衆として著名な曽我氏の居城として有名である。曽我氏は足利将軍家の近習として京都において代々が活躍したが、曽我氏の本領は三重村（久坂）であり、むろん在地の武士としても活躍した。三重村を見下ろせる三重山に三重城を築き、南川の水運をも支配したと思われる。

### 沿革
- 2006年（平成18年）3月3日 - 大飯郡大飯町及び遠敷郡名田庄村が合併して、大飯郡おおい町が発足する。同時に、遠敷郡が消滅する。
  - 福井県内では三方上中郡若狭町に次いで郡を越えた合併となった。郡の所属については、名田庄村が「名田庄村をイメージするような名前の新郡を新設する」という構想を持っていたが、かつて小浜市が大飯郡加斗村を合併したときのいきさつのほか、大飯郡高浜町が郡の新設に難色を示したために断念し、大飯郡に属することとなった。また、名田庄村の各地区には地名の頭に「名田庄」がつくこととなった。
- 2009年（平成21年）8月21日 - うみんぴあ大飯グランドオープン。
- 2012年（平成24年）5月22日 - 大津呂ダム竣工。

## 人口
| |                                          |  |
| おおい町と全国の年齢別人口分布（2005年） | おおい町の年齢・男女別人口分布（2005年） |  |
| ■紫色 ― おおい町 ■緑色 ― 日本全国 | ■青色 ― 男性 ■赤色 ― 女性                |  |
| おおい町（に相当する地域）の人口の推移 \| 1970年（昭和45年） \| 9,291人 \| \| \| 1975年（昭和50年） \| 9,475人 \| \| \| 1980年（昭和55年） \| 9,156人 \| \| \| 1985年（昭和60年） \| 9,791人 \| \| \| 1990年（平成2年） \| 10,598人 \| \| \| 1995年（平成7年） \| 10,251人 \| \| \| 2000年（平成12年） \| 9,983人 \| \| \| 2005年（平成17年） \| 9,217人 \| \| \| 2010年（平成22年） \| 8,580人 \| \| \| 2015年（平成27年） \| 8,325人 \| \| \| 2020年（令和2年） \| 7,910人 \| \| |                                          |  |
| 総務省統計局 国勢調査より |                                          |  |
| 1970年（昭和45年） | 9,291人                                  |  |
| 1975年（昭和50年） | 9,475人                                  |  |
| 1980年（昭和55年） | 9,156人                                  |  |
| 1985年（昭和60年） | 9,791人                                  |  |
| 1990年（平成2年） | 10,598人                                 |  |
| 1995年（平成7年） | 10,251人                                 |  |
| 2000年（平成12年） | 9,983人                                  |  |
| 2005年（平成17年） | 9,217人                                  |  |
| 2010年（平成22年） | 8,580人                                  |  |
| 2015年（平成27年） | 8,325人                                  |  |
| 2020年（令和2年） | 7,910人                                  |  |

### 健康
- 平均年齢 49.3歳（2020年国勢調査）

## 行政

### 町長
- 町長職務執行者：下中昭治（名田庄村廃止時の村長、2006年3月3日 - 2006年4月1日）
- 初代：時岡忍（大飯町廃止時の町長、2006年4月2日 - 2007年3月31日 1期（辞職））
- 2代：時岡忍（2007年4月22日 - 2014年4月1日）
- 3代：中塚寛（2014年4月2日 - 現職）

### 住民生活窓口
旧大飯町役場を本庁舎としている。名田庄地区においては町新設時、旧名田庄村役場庁舎に名田庄総合事務所を設置していたが、現在は町が同所（現・おおい町あきない館）の向かい側へ新築した文化交流施設へ移り、規模を縮小し業務を行っている。
- おおい町住民サービス室（名田庄久坂第3号21番地1 おおい町里山文化交流センター ぶらっと内）

### 財政
- 旧大飯町は地方交付税（普通交付税）の不交付団体であったが、合併後はおおい町が旧名田庄村の交付額に相当する額の交付を受けている。

### 町議会
- 議員数 14人（任期満了2023年4月29日）
  - 町新設から2007年4月29日まで合併時在任特例適用（26名）

## 経済

### 産業
- 名田庄地区はかつて林業が主幹産業であったが衰退し、現在の特産品にはジネンジョ、名田庄漬のブランドで生産・販売されている漬物がある。
- 大飯地区には原子力発電所があり、これにより財政は豊かである。
- 産業人口（2005年国勢調査、旧町村分の合計）
  - 第一次産業：447人
  - 第二次産業：1,195人
  - 第三次産業：3,039人

#### 漁港
- 大島漁港（第2種）
- 本郷漁港（第1種）
- 犬見漁港（第1種）

#### 原子力発電所
- 関西電力大飯発電所 4基

## 地域

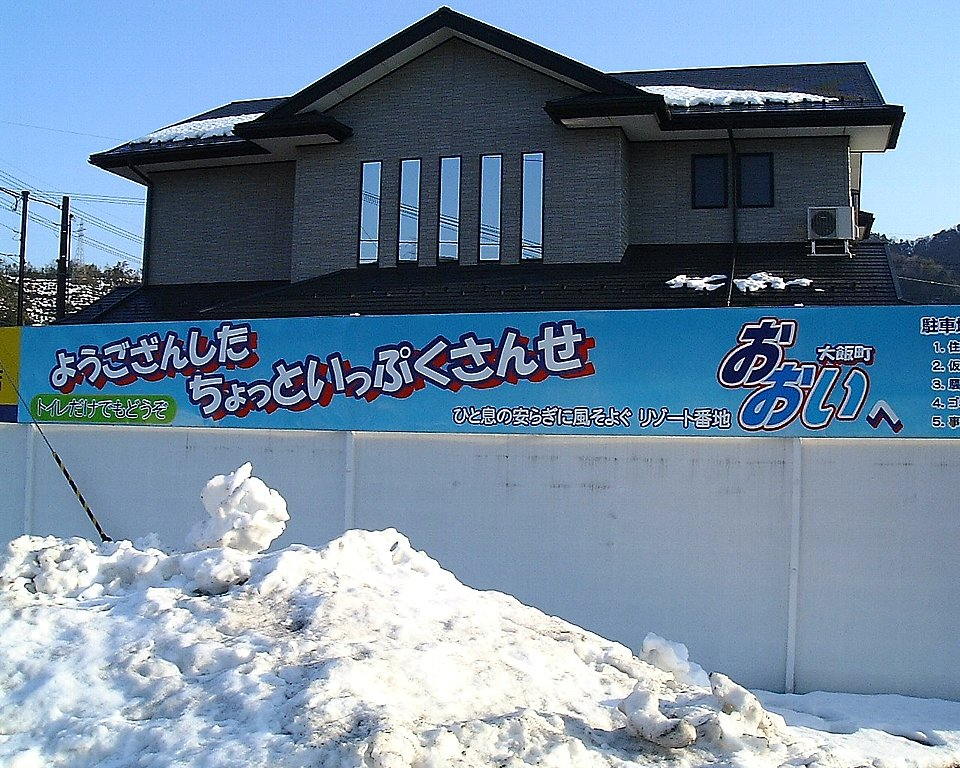
若狭弁の表示（旧・大飯町時代に撮影）

### 健康
- 平均年齢 46.0歳（2005年国勢調査、2006年合併前の旧町村分を再計算した値）

### 教育
- 中学校
  - おおい町立大飯中学校
  - おおい町立名田庄中学校
- 小学校
  - おおい町立大島小学校
  - おおい町立佐分利小学校
  - おおい町立本郷小学校
  - おおい町立名田庄小学校

## 交通

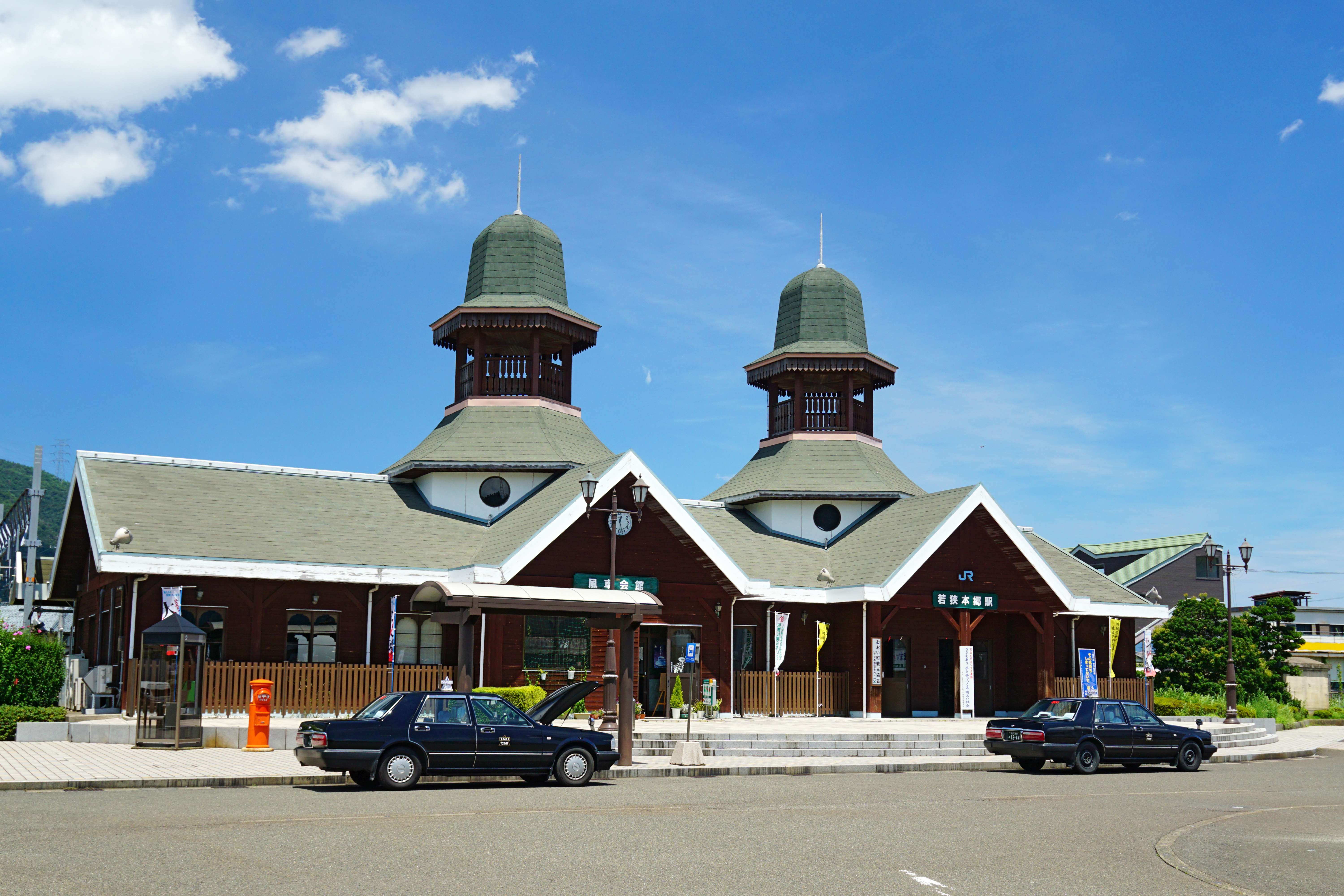
若狭本郷駅

### 鉄道路線
- 西日本旅客鉄道（JR西日本）
  - 小浜線：若狭本郷駅

### バス路線
- 福井鉄道（福鉄バス） - 大飯地区（旧大飯町域）内でのみ運行する。大飯地区中心部と同南西部を結ぶ「本郷線」、大飯地区中心部と大島半島を結ぶ「大島線」の2路線を運行。
  - ホテルうみんぴあ前 - おおい町役場前 - 本郷駅前 - なごみ - 大飯中学校 - 川上 - 子生谷
  - 大飯中学校 - なごみ - 本郷駅前 - おおい町役場前 - 塩浜海水浴場前
- 大和交通 - 福井鉄道グループ。名田庄地区（旧名田庄村域）の南川に沿った集落と小浜市内を結ぶ一般路線バス「流星号」を運行。途中、小浜線小浜駅を経由する。あきない館（同館は旧名田庄総合支所庁舎を転用）から小浜駅までは約30分。1月1日 - 3日のみ全便運休。
  - 小浜二中前 - 小浜駅 - 口田縄 - 三重 - あきない館 - 名田庄中学校 - 佐野 - ホテル流星館
- うみりんスマイル号 - 登録制デマンドバス。大飯地区と名田庄地区の双方で運行しており地区内の任意の場所で乗降可能であるが、いずれもそれぞれの地区内の利用のみ可。大飯地区のみおおい町観光協会に申し込むことで町外から予約なしでの利用が可能。

### 道路
- 高速道路
  - E27 舞鶴若狭自動車道：大飯高浜IC
- 一般国道
  - 国道27号
  - 国道162号：道の駅名田庄
- 県道
  - 主要地方道
    - 福井県道・京都府道1号小浜綾部線
    - 福井県道16号坂本高浜線
    - 福井県道35号久坂中ノ畑小浜線

  - 一般県道
    - 福井県道223号岡田深谷線
    - 福井県道224号染ヶ谷小倉線
    - 福井県道241号赤礁崎公園線
    - 福井県道266号犬見崎和田線
    - 福井県道・京都府道771号名田庄綾部線
    - 福井県道802号小浜大飯高浜自転車道線

## 通信
- おおいテレビ(公営のケーブルテレビ局)
おおい町は山と海で囲まれているため、一部地区を除き県外波はケーブルテレビ局加入による視聴となる。

## 観光・祭事

### 名勝・史跡

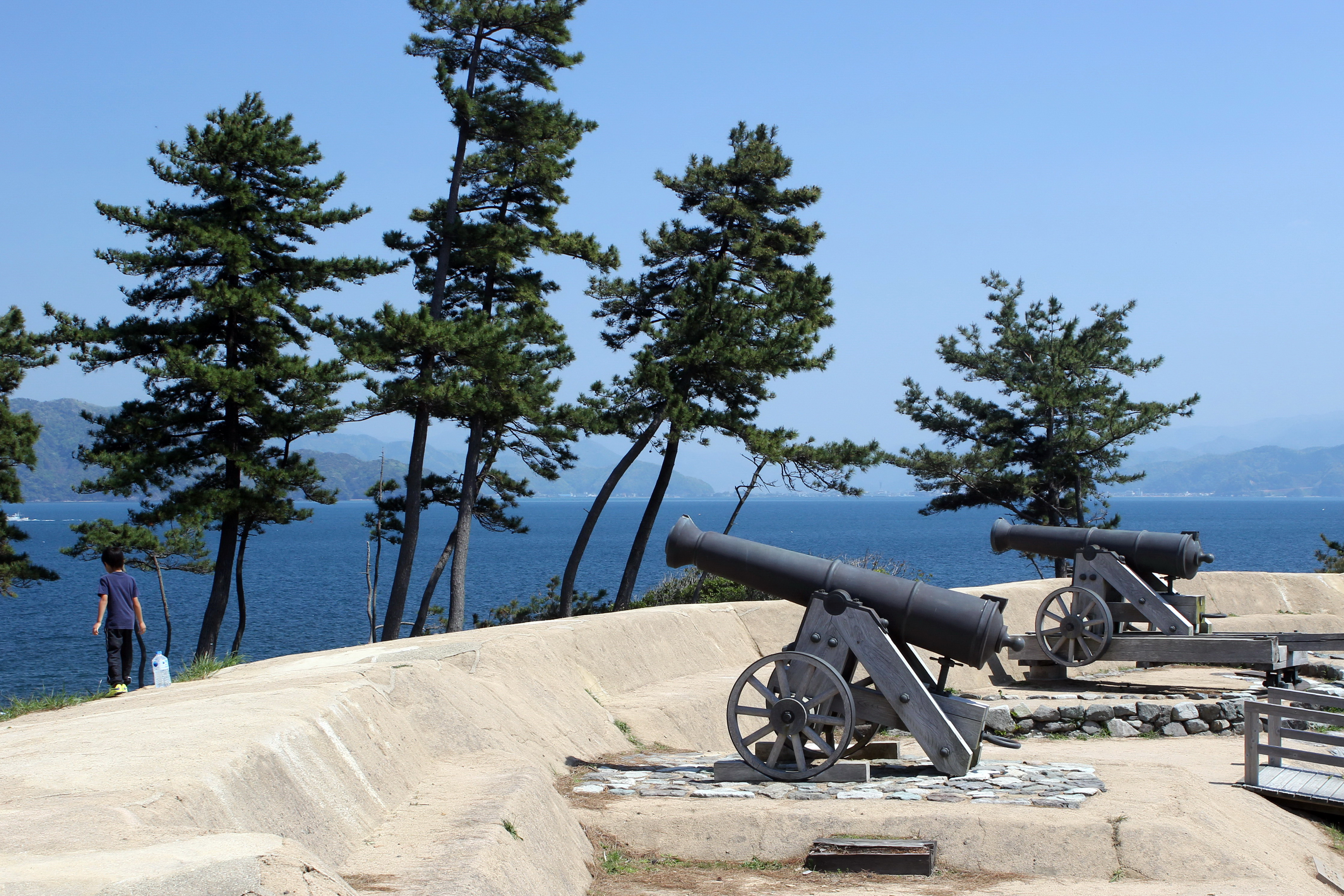
小浜藩台場跡（松ケ瀬台場跡）

- 小浜藩台場跡 - 国の史跡

### 寺社
- 宝楽寺 - 町指定天然記念物のとびうめが有名。若狭観音霊場の第29番札所。おおい町大島
- 清雲寺 - 鎌倉時代に作られた毘沙門天立像が国の重要文化財。
- 意足寺 - 木造の十一面千手観音立像が重要文化財。
- 長楽寺 - 定朝風の阿弥陀如来坐像などが重要文化財。
- 常禅寺 - 平安時代の不動明王坐像が重要文化財
- 潮音院 - 若狭観音霊場 第28番札所 おおい町本郷
- 海元寺 - 若狭観音霊場 第27番札所 おおい町本郷父子
- 檀渓寺 - 若狭観音霊場 第26番札所 おおい町本郷納田終
- 妙善寺 - 冬至の日に行われるかぼちゃしるこの接待で知られる。

### 自然・景観
- 頭巾山
- 八ヶ峰
- 三国岳 - その名が示す通り、若狭国・丹波国・近江国の交わる場所に位置する山
- 野鹿の滝
- 不動の滝公園
- 八ヶ峰家族旅行村

### 施設・公園

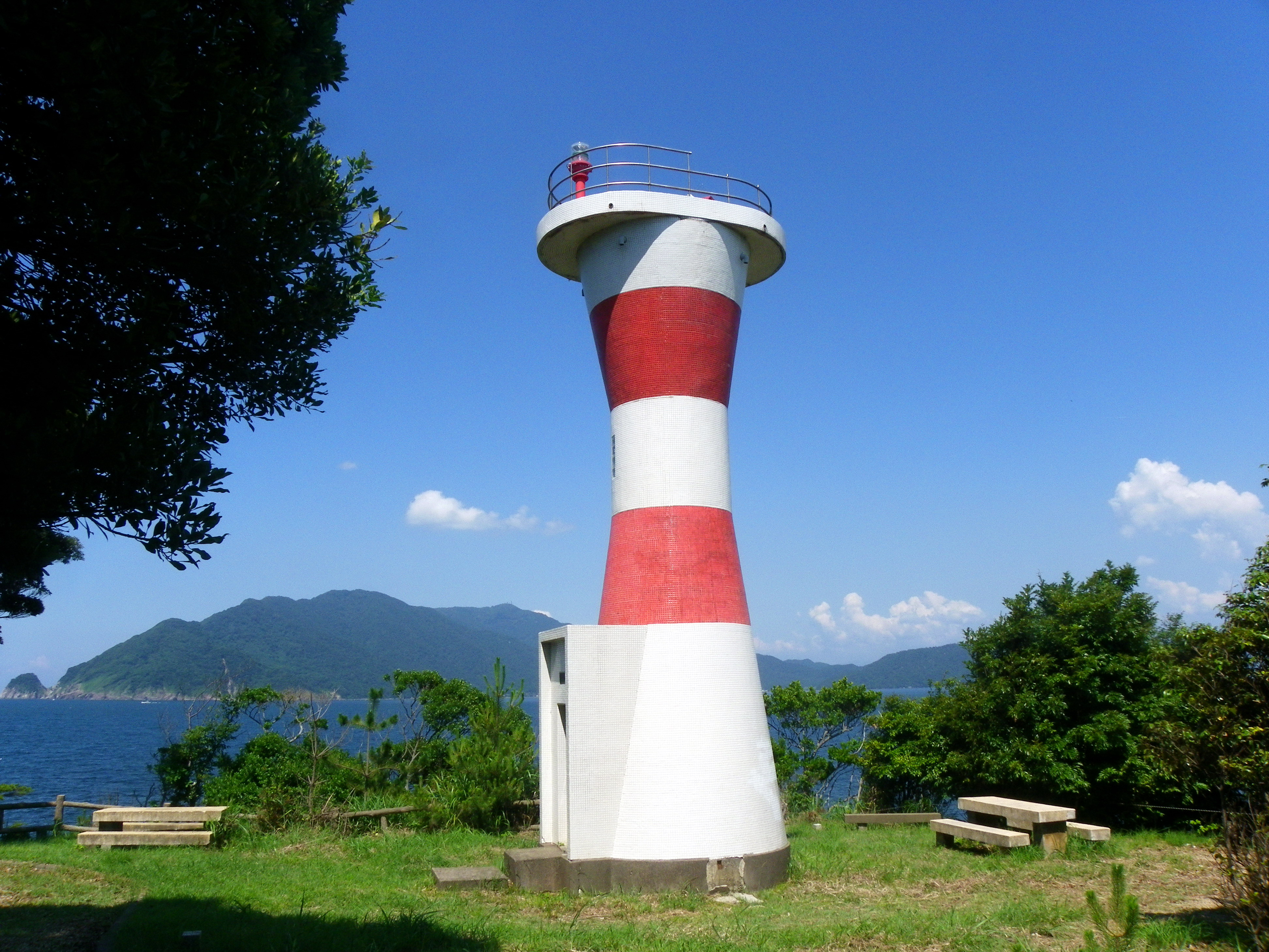
赤礁崎灯台

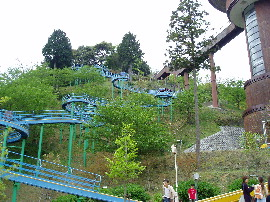
きのこの森

- 若州一滴文庫 - 水上勉をテーマとする総合文学館
- おおい町暦会館 - 土御門家遺跡関連の陳列
- うみんぴあ大飯 - 海の駅・みなとオアシス・道の駅登録の総合レジャー施設
- プレーパーク大飯（おおい町総合運動公園） - 各種運動競技場、宿泊施設（スポーツロッジ栄光）、ホール（イベントワークステーション「悠久館」、博物館・図書館・松木庄吉美術館）がある。プレーパーク大飯
- きのこの森
- さぶり川公園
- 久田の里森林公園 - 南川の支流の久田川にテント場やフィールドアスレチック施設、遊歩道、魚釣りや水遊び、吊橋などが整備された森林公園。
- 大島半島 - 赤礁崎参照
  - 赤礁崎ベイサイドパーク
  - 赤礁崎オートキャンプ場
  - 赤礁崎灯台
  - あかぐり海釣公園
  - 塩浜海水浴場
  - 袖ヶ浜海水浴場
- 長井浜海水浴場

### 温泉
- 湯ったり温泉あみーシャン大飯

## 祭事・催事
- スーパー大火勢（おおがせ、8月上旬）
巨大な松明を回す伝統行事の「大火勢」を観光イベント化したもので、約20m、重量1tに及ぶ松明から火の粉が降り注ぐ。
- 名田庄 星のフィエスタ

## 姉妹都市・提携都市
- 新北市淡水区（中華民国）
  - 2023年7月6日友好交流都市締結

## 備考
- 同町が2006年に、ホテルなどを持つリゾート施設・「うみんぴあ大飯」の事業に絡み、約25億円に及ぶ虚偽の予算を国に申請し、その結果電源三法交付金（原発交付金）が認定されていたことが、2011年12月に判明している[2]。

## 出身著名人
- 武田元明（若狭武田氏最後の当主・おおい町石山の領主）
- 松丸殿（武田元明の正室）
- 薩摩雄次（政治家、新聞記者、衆議院議員）
- 時岡収次（実業家）
- 新谷欣也（政治家、おおい町議長）
- 松木庄吉（彫刻家。第6回文展に「逆風」を出品して特選。第二次世界大戦で戦死）- 旧遠敷郡熊川村新道（現在の若狭町新道）生まれ
- 水上勉（小説家）
- 時岡忍（政治家、初代おおい町長）
- 中川謙三（実業家、TOKYO MX元代表取締役社長）
- 廣岡義隆（国文学者、三重大学名誉教授）
- 中塚寛（政治家、第3代大飯郡おおい町長）- 旧名田庄村出身
- 飯めしあがれこにお（お笑い芸人）- 旧名田庄村出身
- 堂前透（ロングコートダディ）- 旧名田庄村出身
- 早川翼（陸上競技選手）- 旧名田庄村出身
- 村本大輔（ウーマンラッシュアワー）